# Věž abecedy
Věž abecedy (gruzínsky ანბანის კოშკი) je výšková budova v gruzínském přístavním městě Batumi. Stojí při nábřežní promenádě naproti batumského přístavu, v zóně, která byla rozvíjena především na počátku 21. století.
Je pojmenovaná podle gruzínské abecedy, kterou má připomínat. Struktura 130 m vysoké stavby rovněž odkazuje na dvojitou šroubovici DNA. Na budově je vyobrazených 33 písmen gruzínského písma; každé z nich je vysoké 4 metry, jsou vyrobena z hliníku a svítí v noci. Věž má vyjadřovat myšlenku, že gruzínské písmo tvoří DNA národa.
Věž s kruhovým půdorysem tvoří 11 prvků příhradových konstrukcí z ocelových trubek. Uvnitř se nachází jádro věže, které zahrnuje výtahovou šachtu a schodiště. Externí konstrukce zajišťuje stabilitu celé stavby. V centrální části stavby je výtahová šachta, která umožňuje přímý přístup z přízemí na vrchol budovy. Tam se nachází monumentální skleněná koule. Uvnitř objektu se nachází několik podlaží. První z nich slouží pro přestup k vyhlídkové plošině, v druhém je televizní studio, dále potom kuchyně a restaurace, která nabízí výhled na město. Celé patro se otáčí, a to tempem 360° za jednu hodinu. Na čtvrtém patře se nachází vyhlídková plošina. Na pátém patře se nachází tlumící zařízení, které vykrývá vibrace věže (např. při silném větru apod.).

## Historie
Stavební práce na budově byly zahájeny dne 10. října 2010. Jednotlivé části věžní konstrukce byly smontovány na zemi vždy po dvou a poté vyzvednuty na místo jeřábem. Budova byla hotová v prosinci 2011. Stavbu realizovala španělská společnost CMD Domingo y Lázaro Ingenieros, celkové náklady na realizaci objektu činily 65 milionů GEL (lari).
Po svém dokončení se stala věž jedním ze symbolů města. Její údržba se však ukázala být do jisté míry nedostatečnou. Roku 2014 došlo k poruše výtahů; při opravě byly nalezeny v objektu stovky mrtvých ptáků. V roce 2015 magistrát města Batumi rozhodl o pronájmu stavby na 20 let španělské společnosti. Od roku 2016 je opět otevřena pro veřejnost. Město za dobu existence stavby utratilo téměř tři čtvrtě milionu lari na údržbu objektu. V současné době vynakládá Agentura pro správu turistických zařízení na údržbu zařízení až 60 000 GEL ročně.